# Anton Heraszczenko
Anton Jurijowycz Heraszczenko, ukr. Антон Юрійович Геращенко (ur. 10 lutego 1979 w Charkowie) – ukraiński polityk, w latach 2019–2021 wiceminister spraw wewnętrznych, w latach 2014–2019 poseł do ukraińskiego parlamentu.

## Życiorys
W 2014 roku został doradcą ówczesnego ministra spraw wewnętrznych – Arsena Awakowa. To Heraszczenko informował media o uformowaniu Batalionu „Donbas” i Pułku „Azow”, a także o zestrzeleniu samolotu linii Malaysia Airlines.
Heraszczenko został wybrany do parlamentu w wyborach parlamentarnych w 2014 roku, reprezentując Front Ludowy. Jednym z jego asystentów-konsultantów był przyszły minister spraw wewnętrznych – Denys Monastyrski.
Był jednych z założycieli Centrum „Myrotworeć”.
W styczniu 2017 roku ogłoszono, że Służba Bezpieczeństwa Ukrainy zapobiegła zamachowi na Heraszczenkę. Dwóch zamachowców było inwigilowanych przez SBU przez dwa miesiące i przyłapano ich na gorącym uczynku na posiadaniu ładunku wybuchowego. Ogłoszono, że zamachowcami byli obywatele Ukrainy, warunkowo zwolnieni z więzienia na okupowanym Krymie. SBU stwierdziła, że byli on nadzorowani przez Andrieja Tichanowa, mieszkańca Biełgorodu, posiadającego ukraińskie obywatelstwo, ale walczącego po stronie Ługańskiej Republiki Ludowej.
Heraszczenko nie kandydował w wyborach parlamentarnych w 2019 roku. 25 września 2019 roku rząd Ukrainy wskazał go jako jednego z sześciu wiceministrów spraw wewnętrznych. Po ustąpieniu Awakowa ze stanowiska, Heraszczenko został doradcą Denysa Monastyrskiego. 4 sierpnia 2021 roku został odwołany ze stanowiska wiceministra. Pod koniec września 2021 roku został wybrany na koordynatora nowego Urzędu Ochrony Biznesu w Ministerstwie Spraw Wewnętrznych.
Heraszczenko jako pierwszy upublicznił nagranie z odpowiedzi obrońców Wyspy Węży na żądanie poddania się.